# چارلز رز (ورزشکار المپیک)
چارلز رُز (انگلیسی: Charles Rose؛ ) ورزشکار رشته طناب‌کشی اهل ایالات متحده آمریکا بود.